# 케이트 부시
캐서린 부시(영어: Catherine Bush, CBE, 1958년 7월 30일 ~ 현재)는 잉글랜드의 가수, 송라이터, 음악가, 무용가이자 음악 프로듀서로, 케이트 부시(Kate Bush)라는 이름으로 활동하고 있다. 1978년 19살의 나이에 ‘Wuthering Heights’를 발매하며 영국 싱글 차트에서 4주 동안 1위를 하였다. 이후 ‘The Man with the Child in His Eyes’, ‘Babooshka’, ‘Running Up That Hill’, ‘Don't Give Up’, ‘King of the Mountain’을 포함해 25곡의 영국 싱글 차트 톱 40 노래를 배출하였다. 또한 자신의 이름으로 발표한 10장의 정규 음반 모두 영국 음반 차트 10위 내에 들었으며, 개중 1980년 작 “Never for Ever”, 1985년 작 “Hounds of Love”, 1986년 작 컴필레이션 음반 “The Whole Story”는 영국에서 1위를 차지하였다. 최초로 영국 음반 차트 1위를 달성한 여성 가수이다.

## 정규 음반
- 《The Kick Inside》 (1978)
- 《Lionheart》 (1978)
- 《Never for Ever》 (1980)
- 《The Dreaming》 (1982)
- 《Hounds of Love》 (1985)
- 《The Sensual World》 (1989)
- 《The Red Shoes》 (1993)
- 《Aerial》 (2005)
- 《Director's Cut》 (2011)
- 《50 Words for Snow》 (2011)

## 최근 활동
2012년 5월, 케이트 부시는 신보 《50 Words for Snow》로 사우스 뱅크 아츠 어워드(South Bank Arts Awards)를 받았으며 아이버 노벨로 어워드와 브릿 어워드에 지명되었다.

## 서훈
- 2013년 대영 제국 훈장 3등급(CBE) 수훈[2]